# شاين برادلي
شاين برادلي (بالإنجليزية: Shayne Bradley)‏ هو لاعب كرة قدم بريطاني في مركز الهجوم، ولد في 8 ديسمبر 1979 في غلوستر في المملكة المتحدة. شارك مع منتخب إنجلترا تحت 16 سنة لكرة القدم. أما مع النوادي، فقد لعب مع سويندون تاون ونادي إكزتر سيتي ونادي تشيسترفيلد ونادي ساوثهامبتون ونادي لينكولن سيتي ونادي مانسفيلد تاون.

## وصلات خارجية
- شاين برادلي على موقع قاعدة بيانات كرة القدم.إي يو (الإنجليزية)
- شاين برادلي على موقع Soccerbase.com (لاعب) (الإنجليزية)
- شاين برادلي على موقع عالم كرة القدم.نت (الإنجليزية)